# Cantón de Carros
El cantón de Carros era una división administrativa francesa que estaba situada en el departamento de Alpes Marítimos y la región de Provenza-Alpes-Costa Azul.

## Composición
El cantón estaba formado por tres comunas:
- Carros
- Gattières
- Le Broc

## Supresión del cantón de Carros
En aplicación del Decreto nº 2014-227 de 24 de febrero de 2014, el cantón de Carros fue suprimido el 22 de marzo de 2015 y sus 3 comunas pasaron a formar parte del nuevo cantón de Niza-3.